# Recopa de Europa 1980-81
La Recopa de Europa 1980-81 fue la vigesimoprimera edición de la Recopa de Europa. En ella participaron los campeones nacionales de copa en la temporada anterior. En esta edición participaron 34 clubes pertenecientes a 33 federaciones nacionales diferentes.
La final, disputada a partido único, enfrentó al Dinamo Tbilisi con el Carl Zeiss Jena en el Rheinstadion, en Düsseldorf, donde venció el equipo soviético por 2-1. El Valencia, campeón de la edición anterior, fue eliminado por el propio Carl Zeiss Jena en octavos de final.
El filial del Real Madrid C. F., el Castilla C. F., quedó clasificado para el torneo ya que el campeón de Copa del Rey de España, que curiosamente fue el Real Madrid, estaba clasificado para la Copa de Europa. El equipo cayó en primera ronda frente al West Ham United por un global de 6-4 tras la disputa de una prórroga. Pese a ello, fue la primera y única vez que un equipo filial ha disputado una competición europea.
La final de esta edición de la Recopa fue la segunda en la que se enfrentaron dos equipos del bloque oriental (la primera fue la de 1975, que disputaron Dinamo de Kiev y Ferencvárosi). Debido a las restricciones para viajar que afectaban a los ciudadanos de los regímenes comunistas, fueron muy pocos los aficionados tanto del Dinamo Tbilisi como del Carl Zeiss Jena que estuvieron presentes en las gradas del Rheinstadion. Además, despertó poca expectación entre los aficionados locales, pues la final se disputó ante apenas 5.000 espectadores.
Tanto Dinamo como Carl Zeiss Jena fueron auténticos «matagigantes». Los soviéticos dejaron en su camino a la final a dos grandes equipos como eran el West Ham o el Feyenoord Rotterdam, mientras los germano-orientales derrotaron al Valencia, al Benfica y a la Roma con una remontada histórica en su estadio que aún hoy recuerdan los aficionados del club alemán.

## Ronda previa
| Equipo Local Ida | Resultado | Equipo Visitante Ida | Ida   | Vuelta |
| ---------------- | --------- | -------------------- | ----- | ------ |
| Celtic           | 7 - 2     | Diósgyőri VTK        | 6 - 0 | 1 - 2  |
| Altay SK         | 0 - 4     | Benfica              | 0 - 0 | 0 - 4  |

## Dieciseisavos de final
| Equipo Local Ida    | Resultado  | Equipo Visitante Ida      | Ida   | Vuelta       |
| ------------------- | ---------- | ------------------------- | ----- | ------------ |
| Castilla            | 4 - 6      | West Ham United           | 3 - 1 | 1 - 5 (pró.) |
| Celtic              | 2 - 2 (v.) | FCU Politehnica Timişoara | 2 - 1 | 0 - 1        |
| Hibernians          | 1 - 4      | Waterford United          | 1 - 0 | 0 - 4        |
| Kastoria            | 0 - 2      | Dinamo Tbilisi            | 0 - 0 | 0 - 2        |
| CA Spora Luxembourg | 0 - 12     | Sparta ČKD Praga          | 0 - 6 | 0 - 6        |
| Slavia Sofia        | 3 - 2      | Legia de Varsovia         | 3 - 1 | 0 - 1        |
| Hvidovre IF         | 3 - 0      | Fram Reykjavik            | 1 - 0 | 2 - 0        |
| FC Ilves            | 3 - 7      | Feyenoord Rotterdam       | 1 - 3 | 2 - 4        |
| Roma                | 3 - 4      | Carl Zeiss Jena           | 3 - 0 | 0 - 4        |
| Valencia            | 5 - 3      | Mónaco                    | 2 - 0 | 3 - 3        |
| Sion                | 1 - 3      | Haugar Haugesund          | 1 - 1 | 0 - 2        |
| Newport County      | 4 - 0      | Crusaders                 | 4 - 0 | 0 - 0        |
| AC Omonia           | 1 - 7      | K Waterschei SV Thor Genk | 1 - 3 | 0 - 4        |
| Fortuna Düsseldorf  | 8 - 0      | Austria Salzburg          | 5 - 0 | 3 - 0        |
| Malmö               | 1 - 0      | Partizani                 | 1 - 0 | 0 - 0        |
| Dinamo Zagreb       | 0 - 2      | Benfica                   | 0 - 0 | 0 - 2        |

## Rondas siguientes
|  | Octavos de final         | Octavos de final         | Octavos de final         |   |                    | Cuartos de final   | Cuartos de final   | Cuartos de final   |  |                 | Semifinales        | Semifinales        | Semifinales        |  |                | Final                   | Final                   |  |
|  | 22 octubre - 5 noviembre | 22 octubre - 5 noviembre | 22 octubre - 5 noviembre |   |                    | 4 marzo - 18 marzo | 4 marzo - 18 marzo | 4 marzo - 18 marzo |  |                 | 8 abril - 22 abril | 8 abril - 22 abril | 8 abril - 22 abril |  |                | 13 de mayo (Düsseldorf) | 13 de mayo (Düsseldorf) |  |
|  |                          |                          |                          |   |                    |                    |                    |                    |  |                 |                    |                    |                    |  |                |                         |                         |  |
|  |                          |                          |                          |   |                    |                    |                    |                    |  |                 |                    |                    |                    |  |                |                         |                         |  |
|  | West Ham United          | 4                        | 0                        |   |                    |                    |                    |                    |  |                 |                    |                    |                    |  |                |                         |                         |  |
|  | West Ham United          | 4                        | 0                        |   |                    |                    |                    |                    |  |                 |                    |                    |                    |  |                |                         |                         |  |
|  | Politehnica T.           | 0                        | 1                        |   |                    |                    |                    |                    |  |                 |                    |                    |                    |  |                |                         |                         |  |
|  | Politehnica T.           | 0                        | 1                        |   | West Ham United    | 1                  | 1                  |                    |  |                 |                    |                    |                    |  |                |                         |                         |  |
|  |                          |                          |                          |   | West Ham United    | 1                  | 1                  |                    |  |                 |                    |                    |                    |  |                |                         |                         |  |
|  |                          |                          | Dinamo Tbilisi           | 4 | 0                  |                    |                    |                    |  |                 |                    |                    |                    |  |                |                         |                         |  |
|  | Waterford United         | 0                        | Dinamo Tbilisi           | 4 | 0                  | 0                  |                    |                    |  |                 |                    |                    |                    |  |                |                         |                         |  |
|  | Waterford United         | 0                        |                          |   |                    |                    |                    |                    |  |                 |                    |                    |                    |  |                |                         |                         |  |
|  | Dinamo Tbilisi           | 1                        | 4                        |   |                    |                    |                    |                    |  |                 |                    |                    |                    |  |                |                         |                         |  |
|  | Dinamo Tbilisi           | 1                        | 4                        |   |                    |                    |                    |                    |  | Dinamo Tbilisi  | 3                  | 0                  |                    |  |                |                         |                         |  |
|  |                          |                          |                          |   |                    |                    |                    |                    |  | Dinamo Tbilisi  | 3                  | 0                  |                    |  |                |                         |                         |  |
|  |                          |                          | Feyenoord                | 0 | 2                  |                    |                    |                    |  |                 |                    |                    |                    |  |                |                         |                         |  |
|  | Sparta ČKD Praga         | 2                        | Feyenoord                | 0 | 2                  | 0                  |                    |                    |  |                 |                    |                    |                    |  |                |                         |                         |  |
|  | Sparta ČKD Praga         | 2                        |                          |   |                    |                    |                    |                    |  |                 |                    |                    |                    |  |                |                         |                         |  |
|  | Slavia Sofia             | 0                        | 3                        |   |                    |                    |                    |                    |  |                 |                    |                    |                    |  |                |                         |                         |  |
|  | Slavia Sofia             | 0                        | 3                        |   | Slavia Sofia       | 3                  | 0                  |                    |  |                 |                    |                    |                    |  |                |                         |                         |  |
|  |                          |                          |                          |   | Slavia Sofia       | 3                  | 0                  |                    |  |                 |                    |                    |                    |  |                |                         |                         |  |
|  |                          |                          | Feyenoord                | 2 | 4                  |                    |                    |                    |  |                 |                    |                    |                    |  |                |                         |                         |  |
|  | Hvidovre IF              | 1                        | Feyenoord                | 2 | 4                  | 0                  |                    |                    |  |                 |                    |                    |                    |  |                |                         |                         |  |
|  | Hvidovre IF              | 1                        |                          |   |                    |                    |                    |                    |  |                 |                    |                    |                    |  |                |                         |                         |  |
|  | Feyenoord                | 2                        | 1                        |   |                    |                    |                    |                    |  |                 |                    |                    |                    |  |                |                         |                         |  |
|  | Feyenoord                | 2                        | 1                        |   |                    |                    |                    |                    |  |                 |                    |                    |                    |  | Dinamo Tbilisi | 2                       |                         |  |
|  |                          |                          |                          |   |                    |                    |                    |                    |  |                 |                    |                    |                    |  | Dinamo Tbilisi | 2                       |                         |  |
|  |                          |                          | Carl Zeiss Jena          | 1 |                    |                    |                    |                    |  |                 |                    |                    |                    |  |                |                         |                         |  |
|  | Carl Zeiss Jena          | 3                        | Carl Zeiss Jena          | 1 | 0                  |                    |                    |                    |  |                 |                    |                    |                    |  |                |                         |                         |  |
|  | Carl Zeiss Jena          | 3                        |                          |   |                    |                    |                    |                    |  |                 |                    |                    |                    |  |                |                         |                         |  |
|  | Valencia                 | 1                        | 1                        |   |                    |                    |                    |                    |  |                 |                    |                    |                    |  |                |                         |                         |  |
|  | Valencia                 | 1                        | 1                        |   | Carl Zeiss Jena    | 2                  | 1                  |                    |  |                 |                    |                    |                    |  |                |                         |                         |  |
|  |                          |                          |                          |   | Carl Zeiss Jena    | 2                  | 1                  |                    |  |                 |                    |                    |                    |  |                |                         |                         |  |
|  |                          |                          | Newport County           | 2 | 0                  |                    |                    |                    |  |                 |                    |                    |                    |  |                |                         |                         |  |
|  | Haugar H.                | 0                        | Newport County           | 2 | 0                  | 0                  |                    |                    |  |                 |                    |                    |                    |  |                |                         |                         |  |
|  | Haugar H.                | 0                        |                          |   |                    |                    |                    |                    |  |                 |                    |                    |                    |  |                |                         |                         |  |
|  | Newport County           | 0                        | 6                        |   |                    |                    |                    |                    |  |                 |                    |                    |                    |  |                |                         |                         |  |
|  | Newport County           | 0                        | 6                        |   |                    |                    |                    |                    |  | Carl Zeiss Jena | 2                  | 0                  |                    |  |                |                         |                         |  |
|  |                          |                          |                          |   |                    |                    |                    |                    |  | Carl Zeiss Jena | 2                  | 0                  |                    |  |                |                         |                         |  |
|  |                          |                          | Benfica                  | 0 | 1                  |                    |                    |                    |  |                 |                    |                    |                    |  |                |                         |                         |  |
|  | Waterschei Genk          | 0                        | Benfica                  | 0 | 1                  | 0                  |                    |                    |  |                 |                    |                    |                    |  |                |                         |                         |  |
|  | Waterschei Genk          | 0                        |                          |   |                    |                    |                    |                    |  |                 |                    |                    |                    |  |                |                         |                         |  |
|  | Fortuna Düsseldorf       | 0                        | 1                        |   |                    |                    |                    |                    |  |                 |                    |                    |                    |  |                |                         |                         |  |
|  | Fortuna Düsseldorf       | 0                        | 1                        |   | Fortuna Düsseldorf | 2                  | 0                  |                    |  |                 |                    |                    |                    |  |                |                         |                         |  |
|  |                          |                          |                          |   | Fortuna Düsseldorf | 2                  | 0                  |                    |  |                 |                    |                    |                    |  |                |                         |                         |  |
|  |                          |                          | Benfica                  | 2 | 1                  |                    |                    |                    |  |                 |                    |                    |                    |  |                |                         |                         |  |
|  | Malmö                    | 1                        | Benfica                  | 2 | 1                  | 0                  |                    |                    |  |                 |                    |                    |                    |  |                |                         |                         |  |
|  | Malmö                    | 1                        |                          |   |                    |                    |                    |                    |  |                 |                    |                    |                    |  |                |                         |                         |  |
|  | Benfica                  | 0                        | 2                        |   |                    |                    |                    |                    |  |                 |                    |                    |                    |  |                |                         |                         |  |
|  | Benfica                  | 0                        | 2                        |   |                    |                    |                    |                    |  |                 |                    |                    |                    |  |                |                         |                         |  |
|  |                          |                          |                          |   |                    |                    |                    |                    |  |                 |                    |                    |                    |  |                |                         |                         |  |

## Final
| 1  | POR | Otari Gabelia       |     |
| 2  | DEF | Tamaz Kostava       |     |
| 3  | DEF | Alexandre Chivadze  |     |
| 4  | DEF | Nodar Khisanishvili |     |
| 5  | DEF | Georgi Tavadze      |     |
| 6  | MED | Zaur Svanadze       | 67' |
| 7  | MED | Tengiz Sulakvelidze |     |
| 8  | MED | Vitaly Daraselia    |     |
| 9  | MED | Vladimir Gutsayev   |     |
| 10 | DEL | David Kipiani       |     |
| 11 | DEL | Ramaz Shengelia     |     |
| DT | DT  | Nodar Achalkazi     |     |

| 1  | POR | Hans-Ulrich Grapenthin |     |
| 2  | DEF | Gerd Brauer            |     |
| 3  | DEF | Lothar Kurbjuweit      |     |
| 4  | DEF | Rüdiger Schnuphase     |     |
| 5  | MED | Wolfgang Schilling     |     |
| 6  | MED | Gerhard Hoppe          | 89' |
| 7  | MED | Andreas Krause         |     |
| 8  | MED | Lutz Lindemann         |     |
| 9  | DEL | Andreas Bielau         | 74' |
| 10 | DEL | Jürgen Raab            |     |
| 11 | DEL | Eberhard Vogel         |     |
| DT | DT  | Hans Meyer             |     |

| 15 | MED | Nugsar Kakilashvili | 67' |

| 14 | MED | Thomas Töpfer    | 74' |
| 15 | MED | Ulrich Oevermann | 89' |

|  | 67' | Vladimir Gutsayev | 1-1 |
|  | 87' | Vitaly Daraselia  | 2-1 |

|  | 63' | Gerhard Hoppe | 0-1 |

| Árbitro | Riccardo Lattanzi |

| 1  | POR | Otari Gabelia       |     |
| 2  | DEF | Tamaz Kostava       |     |
| 3  | DEF | Alexandre Chivadze  |     |
| 4  | DEF | Nodar Khisanishvili |     |
| 5  | DEF | Georgi Tavadze      |     |
| 6  | MED | Zaur Svanadze       | 67' |
| 7  | MED | Tengiz Sulakvelidze |     |
| 8  | MED | Vitaly Daraselia    |     |
| 9  | MED | Vladimir Gutsayev   |     |
| 10 | DEL | David Kipiani       |     |
| 11 | DEL | Ramaz Shengelia     |     |
| DT | DT  | Nodar Achalkazi     |     |

| 1  | POR | Hans-Ulrich Grapenthin |     |
| 2  | DEF | Gerd Brauer            |     |
| 3  | DEF | Lothar Kurbjuweit      |     |
| 4  | DEF | Rüdiger Schnuphase     |     |
| 5  | MED | Wolfgang Schilling     |     |
| 6  | MED | Gerhard Hoppe          | 89' |
| 7  | MED | Andreas Krause         |     |
| 8  | MED | Lutz Lindemann         |     |
| 9  | DEL | Andreas Bielau         | 74' |
| 10 | DEL | Jürgen Raab            |     |
| 11 | DEL | Eberhard Vogel         |     |
| DT | DT  | Hans Meyer             |     |

| 15 | MED | Nugsar Kakilashvili | 67' |

| 14 | MED | Thomas Töpfer    | 74' |
| 15 | MED | Ulrich Oevermann | 89' |

|  | 67' | Vladimir Gutsayev | 1-1 |
|  | 87' | Vitaly Daraselia  | 2-1 |

|  | 63' | Gerhard Hoppe | 0-1 |

| Árbitro | Riccardo Lattanzi |

## Campeón
| Bandera de la Unión Soviética      |
| Campeón Dinamo Tbilisi 1.er título |